# 维默地区索雷勒
维默地区索雷勒（法語：Sorel-en-Vimeu，法語發音：[sɔʁɛl ɑ̃ vimø]），或纯音译作索雷勒昂维默，是法国上法兰西大区索姆省的一个市镇，属于阿布维尔区。

## 地理
维默地区索雷勒（50°0'36"N, 1°54'26"E）面积4.09 平方千米，位于法国上法蘭西大區索姆省，该省份为法国北部沿海省份，北起加来海峡省和北部省，西接滨海塞纳省和大西洋英吉利海峡，南至瓦兹省，东临埃纳省。
与维默地区索雷勒接壤的市镇（或旧市镇、城区）包括：索姆河畔方丹、阿朗库尔、列尔库尔。

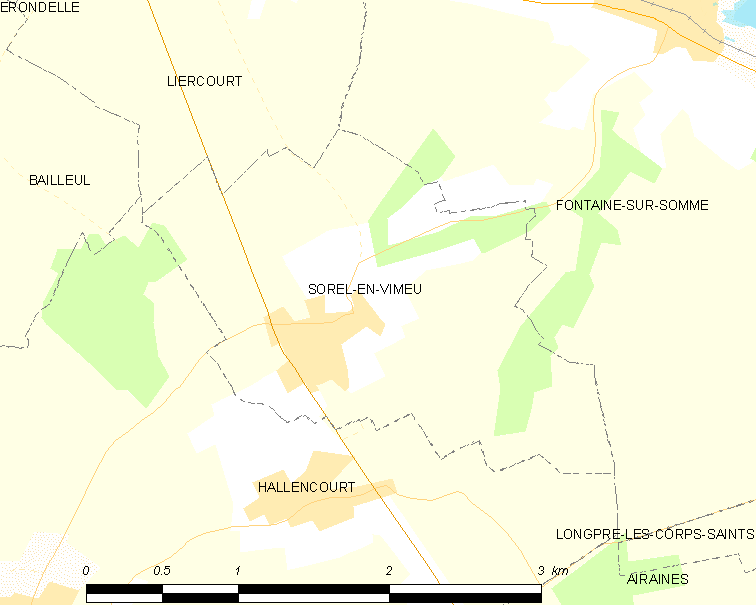
维默地区索雷勒的OSM定位图

维默地区索雷勒的时区为UTC+01:00、UTC+02:00（夏令时）。

## 行政
维默地区索雷勒的邮政编码为80490，INSEE市镇编码为80736。

## 政治
维默地区索雷勒所属的省级选区为加马什县。

## 人口

1962-2008年间维默地区索雷勒人口变化图示

维默地区索雷勒于2022年1月1日时的人口数量为233人。